# Фейр-Плей (Міссурі)
Фейр-Плей (англ. Fair Play) — місто (англ. city) в США, в окрузі Полк штату Міссурі. Населення — 422 особи (2020).

## Географія
Фейр-Плей розташований за координатами 37°38′1″ пн. ш. 93°34′38″ зх. д. / 37.63361° пн. ш. 93.57722° зх. д. (37.633576, -93.577180).  За даними Бюро перепису населення США в 2010 році місто мало площу 1,06 км², з яких 1,06 км² — суходіл та 0,01 км² — водойми.

## Демографія
Згідно з переписом 2010 року, у місті мешкало 475 осіб у 200 домогосподарствах у складі 116 родин. Густота населення становила 448 осіб/км².  Було 225 помешкань (212/км²).
Расовий склад населення:
| - 96,8 % — білих - 0,6 % — корінних американців - 0,2 % — азіатів |

До двох чи більше рас належало 1,7 %. Частка іспаномовних становила 1,9 % від усіх жителів.
За віковим діапазоном населення розподілялося таким чином: 27,2 % — особи молодші 18 років, 57,4 % — особи у віці 18—64 років, 15,4 % — особи у віці 65 років та старші. Медіана віку мешканця становила 38,1 року. На 100 осіб жіночої статі у місті припадало 105,6 чоловіків;  на 100 жінок у віці від 18 років та старших — 96,6 чоловіків також старших 18 років.
Середній дохід на одне домашнє господарство  становив 43 048 доларів США (медіана — 28 125), а середній дохід на одну сім'ю — 47 044 долари (медіана — 28 889). За межею бідності перебувало 37,3 % осіб, у тому числі 44,4 % дітей у віці до 18 років та 3,1 % осіб у віці 65 років та старших.
Цивільне працевлаштоване населення становило 148 осіб. Основні галузі зайнятості: роздрібна торгівля — 27,7 %, освіта, охорона здоров'я та соціальна допомога — 18,9 %, виробництво — 10,8 %, будівництво — 10,1 %.